# Île du Cap-aux-Meules
Île du Cap-aux-Meules (literalmente en francés: "isla del cabo de las ruedas de molino"; también conocida en inglés como Grindstone Island, con el mismo significado) es una isla en el golfo de San Lorenzo. Es una de las islas de la Magdalena de la provincia de Quebec, al este de Canadá. Es la segunda isla más grande por área de ese archipiélago canadiense.
Es la isla más importante del archipiélago, tiene el hospital, así como otros servicios públicos. Es también el puerto de llegada para los turistas. El puerto de la isla es el punto de partida para la pesca y de turismo de otras islas como la Isla de Entrada. La isla se divide en tres partes: Cap-aux-Meules, Fátima y Étang-du-Nord.

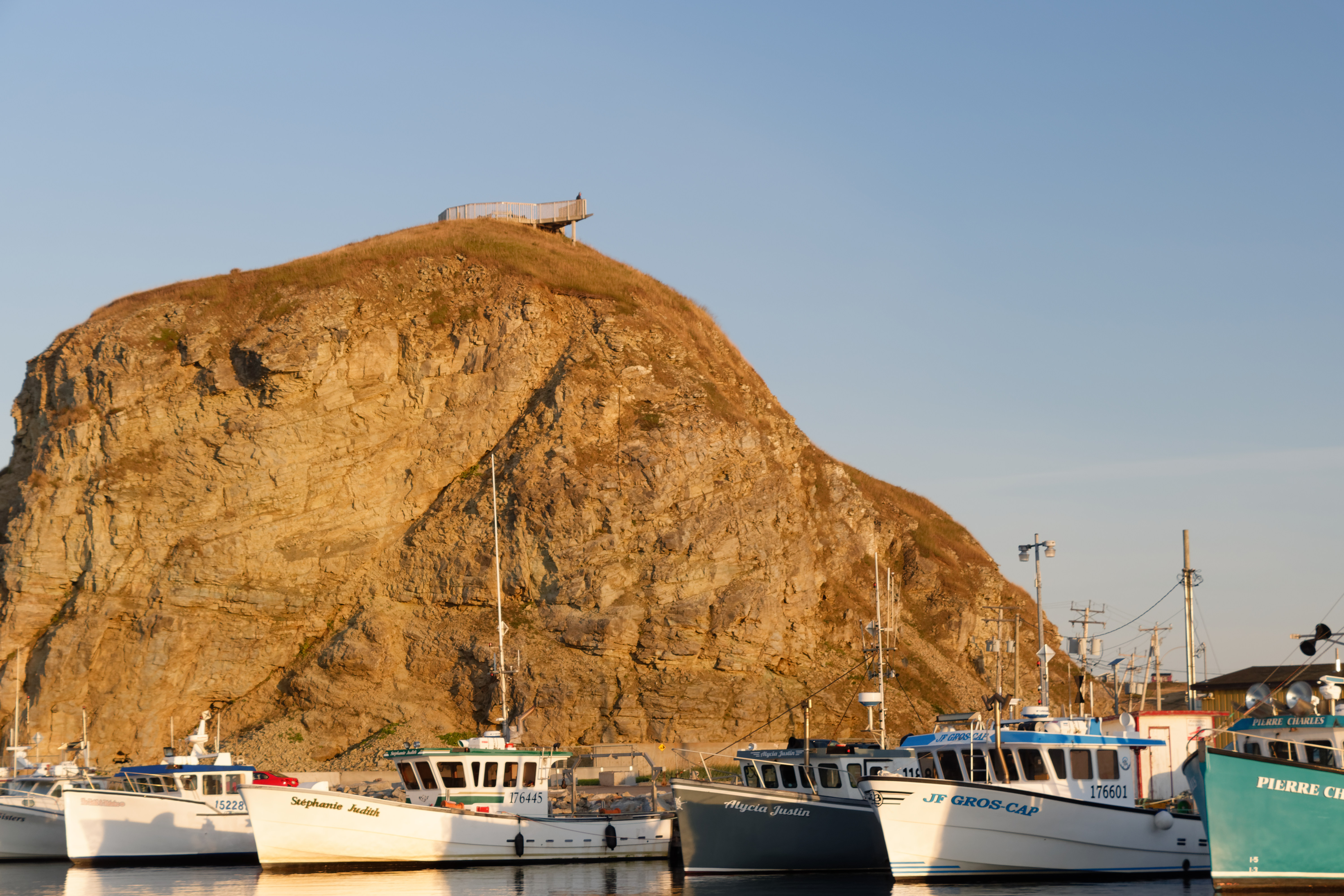
Puerto y mirador
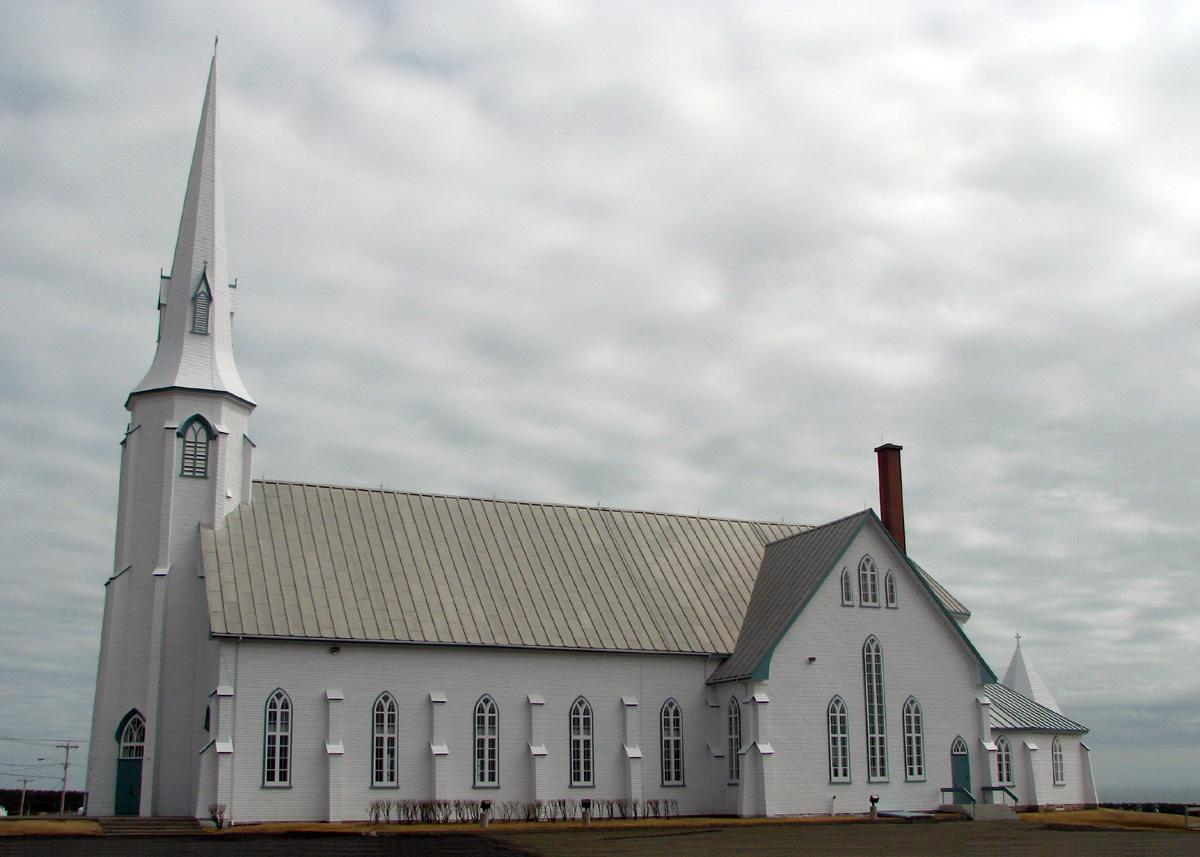
Iglesia Saint-Pierre de Lavernière
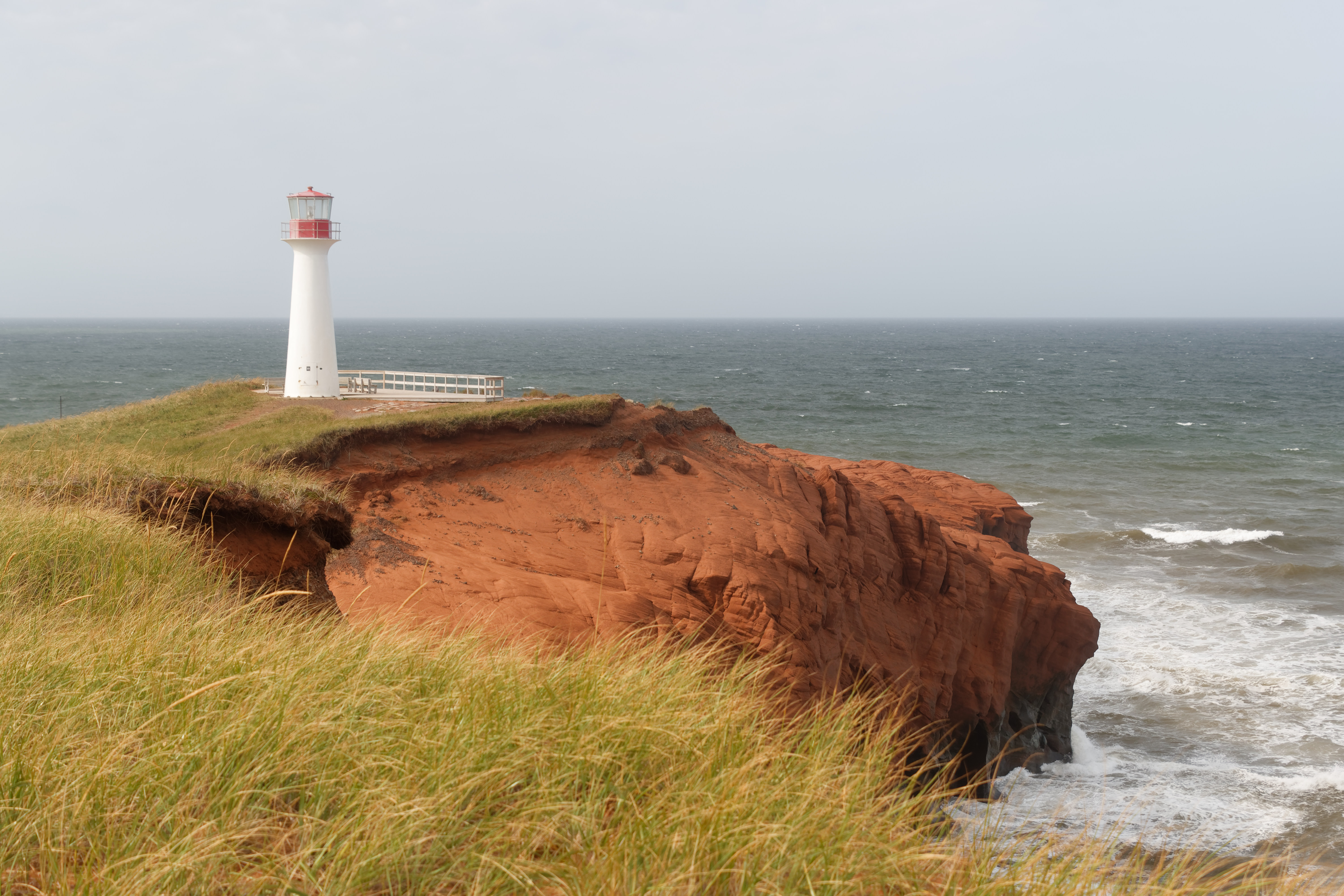
Faro